# Déchéance de la nationalité française
Pour des articles plus généraux, voir nationalité française et déchéance de nationalité.

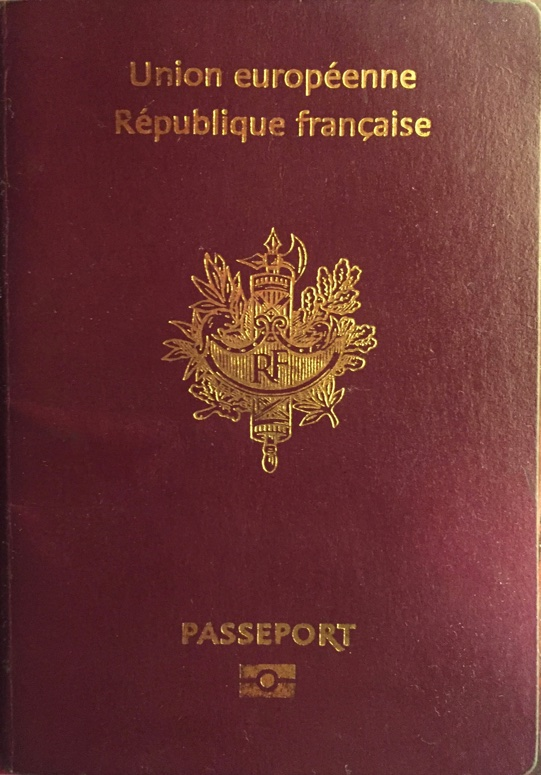
Passeport français.

La déchéance de la nationalité française est une procédure juridique qui permet de retirer la nationalité française à un national. Cette procédure est l'application particulière en droit français de la peine de déchéance de nationalité qui s'inscrit dans le droit de la nationalité.
Pour le juriste Paul Lagarde, « la déchéance de la nationalité française est la sanction qui consiste à retirer à un individu qui l'avait acquise la nationalité française, en raison de son indignité ou de son manque de loyalisme ».

## Historique

### Révolution
La déchéance de nationalité apparaît dans la Constitution du 3 septembre 1791, notamment en cas de « condamnation aux peines qui emportent la dégradation civique, tant que le condamné n’est pas réhabilité ». Plus tard la Constitution du 6 messidor an I prévoit la perte, non de la nationalité, mais de « l’exercice des droits de citoyen » : « … par la condamnation à des peines infamantes ou afflictives, jusqu’à réhabilitation ».

### Traite négrière
La procédure de déchéance de citoyenneté apparaît avec le décret d'abolition de l'esclavage en 1848, qui déclare l'esclavage « crime de lèse-humanité » et « défend à tout Français de posséder, d'acquérir, de vendre des esclaves ou de participer même indirectement au trafic de la chair humaine », sous peine de « la perte de la qualité de citoyen français ». Selon l'historien de l'immigration et de la nationalité, Patrick Weil, cette peine n'a jamais été appliquée.

### Première Guerre mondiale
Durant la Première Guerre mondiale, la déchéance de nationalité, prévue par les lois de guerre du 7 avril 1915 et du 18 juin 1917, est utilisée dans 549 cas, principalement à l'encontre d'anciens légionnaires allemands, austro-hongrois ou ressortissants de l'Empire ottoman engagés contre l'armée française. Ses principes ont été intégrés dans la loi sur la nationalité française du 10 août 1927.
En vertu de la loi de 1927, entre 1928 et 1929, le Conseil d'État refuse la réintégration dans leur nationalité française de nombreuses femmes qui avaient perdu leur nationalité française par leur mariage avec un étranger. Ce refus est le plus souvent motivé par une « moralité douteuse » ; la plupart de ces femmes n'avaient été condamnées que pour de menus délits, parfois avec sursis.

### Seconde Guerre mondiale
Pendant la « drôle de guerre » de 1939-1940, un décret-loi du 9 septembre 1939 permet de déchoir de sa nationalité, à titre exceptionnel, un Français de naissance même s'il n'a jamais été citoyen étranger s'il se conduit en « ressortissant d'une puissance étrangère ». La déchéance de nationalité frappe alors deux hommes politiques français, les députés communistes André Marty le 27 janvier 1940 et Maurice Thorez le 17 février 1940, le Conseil d'État leur reprochant leur soumission à l'Union soviétique, alors liée à l'Allemagne nazie par le pacte germano-soviétique. Ils sont les derniers cas de déchéance sous un régime républicain et sont restés apatrides quelques années.
Sous le régime de Vichy, de juin 1940 à août 1944, le retrait de la nationalité concernera 15 154 personnes dont 7 000 Juifs environ. L'acte du 22 juillet 1940 soumet à révision toutes les naturalisations survenues depuis le vote de la loi du 10 août 1927. Le droit de Vichy, modifié plusieurs fois, permet aussi la déchéance de nationalité des Français se trouvant illégalement à l'étranger, cette mesure visant les dissidents gaullistes ; 446 Français sont ainsi déchus de leur nationalité pour cause de dissidence. Un décret du 8 décembre 1940 déchoit ainsi de la nationalité française le général de Gaulle qui devient alors apatride. Outre les 15 154 dénaturalisés et 446 déchus, on peut mentionner les 110 000 Juifs algériens, qui perdent collectivement en octobre 1940 la citoyenneté française qui leur avait été attribuée en 1870 par le décret Crémieux et redeviennent « indigènes »,.
Le 24 mai 1944, le Comité français de Libération nationale, gouvernement provisoire de la France libre, réuni à Alger, abroge l'acte du 22 juillet 1940 ; pratiquement toutes les dénaturalisations survenues pendant la guerre sont annulées. En revanche, après la Libération, plusieurs centaines de collaborationnistes d'origine italienne ou allemande, condamnés pour indignité, perdent la nationalité française : 479 déchéances sont prononcées entre 1944 et 1953,. L'universitaire Danny Cohen relève en revanche qu'au rétablissement du régime républicain, aucun dignitaire français du régime de Vichy ne s'est vu retirer la nationalité française.

#### Mobilisations contemporaines de ces événements
La mémoire de ces épisodes est mobilisée par plusieurs parlementaires dont des ascendants ont été victimes de ces mesures. Le 8 février 2016, le député UDI Charles de Courson évoque, en hémicycle, la voix étranglée par l'émotion, la mémoire de son père : « Pendant la Seconde Guerre mondiale, mon père était résistant, a été qualifié de terroriste par l'occupant nazi parce qu'il avait pris les armes. Il avait été qualifié de terroriste non pas par des juridictions indépendantes mais par l'occupant. ».
Le 9 février 2016, le député européen LR Renaud Muselier brandit sur la chaîne Public Sénat l'acte de déchéance de nationalité de son grand-père, Émile Muselier : « Mon grand-père, l'amiral Muselier, compagnon de la Libération, qui a donné la Croix de Lorraine à la France libre, le 2 février 1941, a été déchu de la nationalité française […]. C'est Vichy, c'est Pétain, c'est Darlan. Et c'est mon grand-père qui se retrouve déchu de la nationalité française […] ».

### Les indépendances
Lors de l'accession des colonies à l'indépendance, la plus grande partie des habitants perdent collectivement leur nationalité française. Tous les nationaux étaient citoyens avec la suppression de l'indigénat, puis la Constitution de la IVe République, égaux en droit en métropole. Ils l'étaient également dans les colonies après la suppression des « double-collèges » par la loi cadre de 1956 (ou 1958 pour l'Algérie). Les critères utilisés pour distinguer ceux qui restent français lors de l'indépendance sont le plus souvent liés au statut civil personnel (état-civil, mariage, héritage…).

### Situation contemporaine

#### Réforme de 1996
Après les attentats de 1995, la loi du 22 juillet 1996 tendant à renforcer la répression du terrorisme étend la possibilité de déchéance aux personnes condamnées « pour un crime ou un délit constituant un acte de terrorisme ». Lors de l’examen de cette loi, le Conseil constitutionnel considère « qu’au regard du droit de la nationalité, les personnes ayant acquis la nationalité française et celles auxquelles la nationalité française a été attribuée à leur naissance sont dans la même situation ; que, toutefois, le législateur a pu, compte tenu de l’objectif tendant à renforcer la lutte contre le terrorisme, prévoir la possibilité, pendant une durée limitée, pour l’autorité administrative de déchoir de la nationalité française ceux qui l’ont acquise, sans que la différence de traitement qui en résulte viole le principe d'égalité ; qu’en outre, eu égard à la gravité toute particulière que revêtent par nature les actes de terrorisme, cette sanction a pu être prévue sans méconnaître les exigences de l’article 8 de la Déclaration des droits de l'homme et du citoyen ». Le conseil déclare le texte conforme à l’occasion d’une question prioritaire de constitutionnalité en 2015.

#### Vers l'élimination de l'apatridie
Dans l'arrêt Trop contre Dulles (en) du 31 mars 1958, la Cour suprême des États-Unis considère que la rupture forcée du lien d'allégeance constitue « une forme de punition plus primitive encore que la torture en tant qu'elle détruit l'existence politique de l'individu en développement depuis des siècles […] », l'intéressé ayant « perdu le droit d'avoir des droits ». La Cour en conclut que la déchéance de la nationalité et, subséquemment, la perte de citoyenneté, érigée en peine complémentaire d'une infraction pénale, est contraire à la prohibition des traitements inhumains et/ou dégradants.
Peu après ce précédent américain, la Convention de New York d'août 1961 des Nations-Unies, signée par 42 pays dont la France, pose le principe selon lequel un État ne devrait plus pouvoir déchoir un citoyen de sa nationalité « si cette privation doit le rendre apatride », tout en ouvrant cette possibilité, dans des cas stricts, et à condition que l'État signataire ait fait une déclaration spécifique sur le sujet (art. 8, §3). Les cas autorisés comportent en particulier, dans des cas de « manque de loyalisme », un « comportement de nature à porter un préjudice grave aux intérêts essentiels » du pays, ou encore une « déclaration formelle d’allégeance à un autre État » ou encore s'il a manifesté de « façon non douteuse par son comportement sa détermination de répudier son allégeance envers l’État contractant ».
La France a signé cette Convention, le 31 mai 1962, le gouvernement déclarant alors « qu’il se réserve d’user, lorsqu’il déposera l’instrument de ratification de celle-ci, de la faculté qui lui est ouverte par l’article 8, paragraphe 3, dans les conditions prévues par cette disposition ». De fait, n'ayant pas encore ratifié la Convention, Paris n'a pas usé de cette possibilité.
Enfin, la Convention européenne sur la nationalité (1997) ne permet, selon son art. 7 (al. 1), la déchéance de nationalité que dans des cas prévus par la Convention, lesquels prévoient en particulier un « préjudice grave aux intérêts essentiels de l’État ». Toutefois, la Convention proscrit toute privation de nationalité si celle-ci aboutit à faire du sujet un apatride. L'article 5, alinéa 2, affirme par ailleurs qu'un État signataire « doit être guidé par le principe de la non-discrimination entre ses ressortissants, qu'ils soient ressortissants à la naissance ou aient acquis sa nationalité ultérieurement ». Bien que l'ayant signée en 2000, la France n'a pas ratifié cette convention.
Le chercheur spécialiste du droit de la nationalité à l'université de Lille Jules Lepoutre affirme donc que les textes internationaux n'empêchent juridiquement pas la France de créer des apatrides, mais « elle s'est depuis longtemps engagée, politiquement, à ne pas procéder ainsi ».
La loi du 16 mars 1998 relative à la nationalité interdit la déchéance dans le cas où elle rend la personne déchue apatride. Elle supprime la possibilité générale de déchéance en cas de condamnation en France ou à l’étranger pour tout acte qualifié de crime par la loi française et ayant entraîné une condamnation à une peine d’au moins cinq années d’emprisonnement.

#### Projet avorté de réforme de 2010-2011
Le 30 juillet 2010 lors d’un discours à Grenoble, le président de la République Nicolas Sarkozy envisage la déchéance de nationalité pour « toute personne d'origine étrangère qui aurait volontairement porté atteinte à la vie d’un policier, d'un gendarme ou de toute personne dépositaire de l'autorité publique ».
La mesure figure dans le projet de loi relative à l'immigration, à l'intégration et à la nationalité mais est supprimée lors de la discussion au Sénat. Le gouvernement ne réintroduit pas l’article dans la suite de la discussion.

#### Projet avorté de réforme de 2015-2016

##### Annonce du projet
À la suite des attentats du 13 novembre 2015, le président de la République François Hollande annonce le 16 novembre 2015 au Parlement réuni en Congrès vouloir étendre la déchéance de la nationalité française aux binationaux nés français, sanction déjà prévue par l'article 25 du code civil pour les binationaux naturalisés français. À cet effet, un nouvel article 3-1 serait inséré dans la Constitution du 4 octobre 1958.
C'est le secrétaire général du gouvernement, Marc Guillaume, qui suggère cette mesure au président de la République, en même temps que la constitutionnalisation de l'état d'urgence.
Selon différents sondages réalisés en 2015, une majorité de Français se déclare favorable à la déchéance de nationalité des terroristes binationaux,,.

##### Calendrier législatif
| Conseil d'État   | Conseil des ministres | Première lecture | Première lecture  |
| Conseil d'État   | Conseil des ministres | Assemblée        | Sénat             |
| ---------------- | --------------------- | ---------------- | ----------------- |
| Avis             | Conseil des ministres | Vote             | Vote              |
| 11 décembre 2015 | 25 décembre 2015      | 10 février 2016  | 22 mars 2016      |
| « Avis »         | « Communiqué »        | « Texte adopté » | « Texte modifié » |

##### Avis du Conseil d'État
Le 11 décembre 2015, le Conseil d'État, saisi pour avis juridique, confirme le risque d'inconstitutionnalité imposant une modification de la Constitution. Sous les plus expresses réserves, il considère que :
1. La mesure envisagée par le Gouvernement pourrait se heurter à un éventuel principe fondamental reconnu par les lois de la République interdisant de priver les Français de naissance de leur nationalité et qu'elle poserait la question de sa conformité au principe de la garantie des droits proclamé par l'article 16 de la Déclaration des droits de l'homme et du citoyen.
2. La Cour de justice de l'Union européenne pourrait être conduite à se prononcer sur la conformité au droit de l'Union des règles nationales prises en la matière.
3. La Cour européenne des droits de l'homme pourrait être amenée à contrôler les mesures individuelles d'application au regard de la Convention européenne de sauvegarde des droits de l'homme et des libertés fondamentales ; elle pourrait juger par ailleurs que, dans certains cas, la déchéance de la nationalité française ou l'expulsion de la personne ainsi sanctionnée porte une atteinte excessive à sa vie privée ou familiale ou qu'elle expose cette personne à subir des traitements inhumains ou dégradants dans l'État dont elle aurait conservé la nationalité[32],[33].

##### Le projet de loi constitutionnelle initial
Le projet de loi constitutionnelle dit de protection de la Nation, est présenté en Conseil des ministres le 23 décembre 2015. Il prévoit la constitutionnalisation de l'État d'urgence et une modification du troisième alinéa de l'article 34 de la Constitution qui serait ainsi rédigé :

« La loi fixe les règles concernant : […] »

« – la nationalité, y compris les conditions dans lesquelles une personne née française qui détient une autre nationalité peut être déchue de la nationalité française lorsqu'elle est condamnée pour un crime constituant une atteinte grave à la vie de la Nation ; […] »

##### La discussion parlementaire
Lors du débat devant la Commission des Lois constitutionnelles, de la Législation et de l'Administration générale de la République de l’Assemblée nationale le 27 janvier 2016, Manuel Valls présente des amendements au texte qui devient :

« […] la nationalité, y compris les conditions dans lesquelles une personne peut être déchue de la nationalité française ou des droits attachés à celle-ci lorsqu’elle est condamnée pour un crime ou un délit constituant une atteinte grave à la vie de la Nation ; […] »

Ainsi les « binationaux n'apparaissent plus dans le projet de réforme, ils seront bien, en pratique, les seuls concernés, puisqu'il n'est pas question de rendre apatrides des Français de naissance. Seuls pourront donc être déchus de nationalité ceux qui en possèdent une autre ». Cette évolution sémantique semble convaincre certains députés socialistes réticents de voter ces dispositions, alors que d'autres maintiennent leur opposition. Afin de consolider le soutien de la majorité d'entre eux au projet de réforme, le Premier ministre concède aux Républicains d'étendre les motifs de déchéance, jusqu'ici réservée aux crimes, à certains délits (possiblement l'apologie du terrorisme),.
Sur le point spécifique des conventions internationales relatives à l'apatridie, le Premier ministre annonce que « seuls les principes prévus par la Convention internationale de 1954 et la loi du 16 mars 1998 […] qui proscrivent la création de nouveaux apatrides devront continuer à figurer dans notre droit positif. Et la France s'engagera d'ailleurs dans la ratification de cet accord qu'elle a signé dès 1955 », il confond vraisemblablement la convention de 1954 déjà ratifiée par la France le 8 mars 1960 avec celle de 1961 dont l'article 8 proclame que « les États contractants ne priveront de leur nationalité aucun individu si cette privation doit le rendre apatride ».
Le texte est examiné par l'Assemblée nationale du 5 au 10 février 2016 et il est voté avec 317 voix pour l'adoption, 199 contre et 51 abstentions.
En commission, les sénateurs restreignent la déchéance de nationalité aux seuls binationaux afin d'éviter de créer des apatrides : « [la déchéance] ne peut concerner qu'une personne condamnée définitivement pour un crime constituant une atteinte grave à la vie de la Nation et disposant d'une autre nationalité que la nationalité française ». Le texte réserve cette sanction aux seuls crimes, le sénateur Philippe Bas expliquant : « Nous n'avons pas voulu autoriser à déchoir quelqu'un qui a commis un délit punissable d'un an de prison ». Enfin, justifiant que la nationalité étant une prérogative étatique, les sénateurs ont décidé que la sanction serait prise par décret sur avis conforme du Conseil d'État et non par le juge. Les sénateurs adoptent le 17 mars un article 2 très différent du projet des députés qui est voté par 186 voix contre 150 et 8 abstentions et qui prévoit « une déchéance de nationalité réservée aux seuls binationaux, en cas de crimes terroristes et qui serait prononcée par décret ». Le 22 mars, l'ensemble du texte est adopté par 176 voix contre 161 et 11 abstentions.

##### Débats politiques et intentions de vote
Le gouvernement se heurte au fort scepticisme des députés socialistes, certains d'entre eux condamnant publiquement une reprise de « l'une [des] mesures phares » du Front national. Une telle mesure est contestée à gauche, y compris par le premier secrétaire du Parti socialiste, Jean-Christophe Cambadélis. Plus tactique, le député PS, Henri Emmanuelli souhaite même étendre la sanction aux exilés fiscaux (en ce qu'ils renoncent implicitement à leur citoyenneté et a fortiori à leur nationalité).
Le projet entretient l'animosité croissante entre le Premier ministre Manuel Valls et son ministre Emmanuel Macron. Le 21 novembre 2015, ce dernier évoque « une part de responsabilité » de la société française dans le « terreau du djihadisme ». 5 jours plus tard, Manuel Valls exprime durant les questions au gouvernement, à son encontre mais sans le désigner, son agacement envers « ceux qui cherchent en permanence des excuses ou des explications sociologiques ou culturelles à ce qui s'est passé ». Avant un remaniement ministériel, le ministre de l'Économie fait état de son « inconfort philosophique » à une conférence de la Fondation France-Israël. Dans l'entourage du Premier ministre, on promet de « couper les couilles de ce petit con ».
De fait, le programme du Front national prévoit effectivement la suppression de la double nationalité « en dehors des cas de double nationalité avec un autre pays de l'Union européenne ». Mais, pour le député LR, Bernard Debré, il faudrait aller encore plus loin en supprimant purement et simplement la binationalité en France, ce qui concernerait 3,3 millions de personnes, y compris des personnalités politiques de premier plan.
Le 2 février 2016, Christiane Taubira, libérée de toute solidarité gouvernementale, sort en librairies un livre intitulé Murmures à la jeunesse aux éditions Philippe Rey, dans lequel elle justifie son opposition à l'extension des cas de déchéance de nationalité.
De l'autre côté de l'échiquier politique, selon un député LR, « il y a un tiers du groupe pour, un tiers contre et le dernier tiers qui attend pour voir ». En particulier, François Fillon et Nathalie Kosciusko-Morizet se prononcent contre le texte,. Le 9 février 2016, Nicolas Sarkozy s'invite à la réunion du groupe LR à l'Assemblée nationale pour tenter de les rallier à sa position avant le vote en hémicycle.
Le 4 février 2016, le Défenseur des droits, Jacques Toubon, estime que la déchéance de nationalité porte atteinte « au principe de l'indivisibilité de la république qui est inclus dans l'article premier de la constitution, au principe de l'indivisibilité de la citoyenneté et qu'à ce titre, elle était sur le plan des principes républicains complètement malvenue ».
En l'absence de la majorité requise des trois cinquièmes des membres du Parlement réuni en Congrès pour faire adopter cette révision constitutionnelle, le journal Le Parisien se fait l'écho de la tentation référendaire du président de la République,.

##### Retrait du projet
Les versions du Sénat et de l’Assemblée nationale paraissent inconciliables, et le 30 mars 2016, François Hollande met un terme à ce débat en enterrant le texte,. Selon les journalistes Gérard Davet et Fabrice Lhomme, « François Hollande s’est clairement piégé lui-même avec la déchéance de nationalité, un bug qu’il faut attribuer à l’attentat du Bataclan, en partie, qui l’a profondément heurté, remué. Il nous a dit ensuite qu’il pensait que la France était sur le point de basculer, et qu’il devait donner des gages à la droite ».

##### Conséquences politiques
Heurtés dans leurs valeurs de gauche, et malgré le soutien massif des sympathisants selon les sondages, quelques militants et élus PS annoncent qu'ils allaient prendre leurs distances avec le parti au pouvoir.
Le 27 janvier 2016, la garde des Sceaux, ministre de la Justice, Christiane Taubira, présente sa démission du gouvernement au cours d'une conférence de presse en évoquant un « désaccord politique majeur » et en concluant : « Je choisis d'être fidèle à moi-même […] ».
En octobre 2016, François Hollande explique dans une interview qu’il regrette d’avoir proposé cette loi et réitère ce regret lorsqu'il annonce qu'il ne sera pas candidat à un second mandat présidentiel, déclarant à propos de la mesure : « J’ai pensé qu’elle pouvait nous unir alors qu’elle nous a divisés. ». Il n'utilise plus la déchéance de nationalité jusqu'à la fin de son mandat.

#### Utilisation de la déchéance jusqu'en 2016
Quatorze personnes ont été déchues de la nationalité française entre 1989 et 1998, sept entre 1998 et 2007. Cinq binationaux (quatre franco-marocains et un franco-turc), condamnés en 2007 par un tribunal correctionnel à des peines de six à huit ans de prison pour participation à une association de malfaiteurs en vue de la préparation d’un acte terroriste en raison de leurs liens avec les auteurs des attentats de Casablanca en mai 2003, ont été déchus de leur nationalité française le 7 octobre 2015,. En juin 2016, le Conseil d'État rejette les recours déposés par leurs avocats « en raison de la nature et de la gravité des faits de terrorisme commis » par les cinq hommes.
Par leur avocat Me William Bourdon, les cinq individus ont saisi la Cour européenne des droits de l'homme (CEDH) le 2 septembre 2016 pour demander l'annulation de ces mesures. L'avocat dénonce une « utilisation politique » de la déchéance de nationalité. Selon lui, le refus de leur demande de titre de séjour les rendrait expulsables vers un pays où ils risquent des « traitements inhumains ou dégradants ». La CEDH rejette ces recours le 25 juin 2020.

#### Présidence d'Emmanuel Macron

##### Évolution de la position de l'exécutif
Alors qu'il est ministre de François Hollande, Emmanuel Macron fait partie des personnalité opposées à un durcissement de la loi. En tant que candidat à la présidence de la République en 2017, il maintient sa position et déclare que « La déchéance de nationalité est une mauvaise réponse car elle est inefficace ».
Une fois élu président, il met d'abord en application cette position et n'a pas recours la déchéance de nationalité. Cependant, à partir de 2020 et l'arrivée de Gérald Darmanin au ministère de l'Intérieur en 2020, cet outil est à nouveau utilisé. En 2020 et 2021, seulement huit déchéances de nationalité sont prononcées, mais ce nombre augmente considérablement à partir de 2022. Entre 2022 et septembre 2024, 37 déchéances de nationalité sont prononcées. Le ministère justifie cette hausse par un « effet de cohorte » lié au terrorisme islamiste mais le média Les Jours met surtout en cause « un choix politique » consistant à « utiliser le droit au maximum de ce qui lui était possible de faire » en ciblant toutes les personnes pouvant l'être, selon un de ses proches. Après l'arrivée de Bruno Retailleau à la même fonction, cette tendance se confirme avec 26 décrets de déchéance entre septembre 2024 et avril 2025. Emmanuel Macron devient ainsi le président de la République ayant déchu de leur nationalité française le plus de binationaux.

##### Projet de loi sur l'immigration de 2023-2024
Lors des discussions sur le projet de loi pour contrôler l’immigration, améliorer l’intégration, des sénateurs Les Républicains présentent un amendement qu’un binational condamné « pour un acte qualifié d’homicide ou de tentative d’homicide commis sur un militaire de la gendarmerie nationale, un fonctionnaire de la police nationale ou toute autre personne dépositaire de l’autorité publique » puisse être déchu de sa nationalité française. Cet amendement, proche du projet de 2010, figure dans la version finale du texte mais est censuré par le Conseil constitutionnel car étant un cavalier législatif.

## La législation
Le Code civil distingue la perte de la nationalité, qui résulte d'un constat (articles 23 à 23-9), de la déchéance de la nationalité française décidée par le pouvoir exécutif (articles 25 à 26).
Cependant les articles 23-7 et 23-8 relèvent des deux pratiques, prévoyant un constat à la suite d'une action gouvernementale.

### Article 23-7 du Code civil
L'article 23-7 du Code civil dispose que « le Français qui se comporte en fait comme le national d'un pays étranger peut, s'il a la nationalité de ce pays, être déclaré, par décret après avis conforme du Conseil d'État, avoir perdu la qualité de Français ». Cette disposition est issue d'un décret-loi du 12 novembre 1938 d'Édouard Daladier et reprise dans l'ordonnance du 19 octobre 1945 prise par Charles de Gaulle. Elle est jugée conforme par le Conseil d'État par la décision « Époux Speter » rendue le 7 mars 1958, puis le 20 mars 1964 (« Sieur et dame Cornakowski »). Le défaut de loyalisme à la France par l'allégeance à une entité étrangère, utilisé à 523 reprises entre 1949 et 1967 contre des binationaux dans le cadre de la Guerre froide, s'applique aussi bien aux Français de naissance qu'aux naturalisés.

### Article 23-8 du Code civil
L'article 23-8 du Code civil dispose que « perd la nationalité française le Français qui, occupant un emploi dans une armée ou un service public étranger ou dans une organisation internationale dont la France ne fait pas partie ou plus généralement leur apportant son concours, n'a pas résigné son emploi ou cessé son concours nonobstant l'injonction qui lui en aura été faite par le Gouvernement. »

### Article 25 du Code civil
L'article 25 du Code civil organise les conditions de la déchéance de la nationalité française, limitée aux personnes naturalisées depuis moins de 10 ans (ou 15 ans en cas de terrorisme), en application de l'article 25-1.
« L'individu qui a acquis la qualité de Français peut, par décret pris après avis conforme du Conseil d'État, être déchu de la nationalité française, sauf si la déchéance a pour résultat de le rendre apatride :
1. S'il est condamné pour un acte qualifié de crime ou délit constituant une atteinte aux intérêts fondamentaux de la Nation ou pour un crime ou un délit constituant un acte de terrorisme ;
2. S'il est condamné pour un acte qualifié de crime ou délit prévu et réprimé par le chapitre II du titre III du livre IV du code pénal ;
3. S'il est condamné pour s'être soustrait aux obligations résultant pour lui du code du service national ;
4. S'il s'est livré au profit d'un État étranger à des actes incompatibles avec la qualité de Français et préjudiciables aux intérêts de la France. »

— Article 25 du Code civil
L'article 25 est déclaré conforme à la Constitution par le Conseil constitutionnel le 23 janvier 2015, à la suite d'une question prioritaire de constitutionnalité,,.

### La procédure de déchéance
La procédure de déchéance de nationalité est régie par l'article 61 du décret no 93-1362 du 30 décembre 1993 : le ministre chargé des naturalisations doit notifier à l'intéressé les motifs de droit et de fait justifiant la déchéance de nationalité ; l'intéressé dispose d'un délai d'un mois pour faire valoir ses observations ; à l'expiration de ce délai, le Gouvernement peut déclarer, par décret motivé pris sur avis conforme du Conseil d'État, que l'intéressé est déchu de la nationalité française. Ce décret motivé peut naturellement faire l'objet d'un recours gracieux ou d'un recours contentieux pour excès de pouvoir devant le Conseil d'État.

### Débats juridiques

#### Droits de l'Homme et libertés fondamentales
Pour le député LR Patrick Devedjian (avocat de profession), le projet du gouvernement entre en collision avec la Déclaration des droits de l'homme et du citoyen de 1789 (en particulier son article 16 relatif à la garantie des droits). Et de sous-entendre par là que si le gouvernement voulait mener son projet à terme, il lui faudrait retirer le visa de la Déclaration de 1789 du préambule de la Constitution du 4 octobre 1958 pour la faire sortir du bloc de constitutionnalité puisqu'il n'est pas possible de la réviser quant au fond.
S'agissant de la Déclaration universelle des droits de l'homme de 1948 qui dispose que « Tout individu a droit à une nationalité », le professeur de droit constitutionnel Michel Lacombe rappelle que c'est seulement une déclaration politique sans valeur juridique contraignante.

#### Droit constitutionnel
Alors que l'exécutif penche pour une révision constitutionnelle pour étendre la portée de l'article 25 aux personnes nées françaises, l'universitaire Patrick Weil suggère de modifier le seul article 23-7 du Code civil qui s'applique déjà aux Français binationaux tant naturalisés que de naissance. S'il déplore que cette révision puisse assimiler une entité terroriste à un État, de son point de vue, cette solution juridique aurait au moins l'avantage de ne pas toucher au principe d'égalité issu de la tradition républicaine qui ne fait pas de distinction entre Français disposant d'une ou plusieurs nationalité(s). Le professeur de droit constitutionnel Guy Carcassonne et l'ancien ministre Robert Badinter jugent par ailleurs qu'une modification de la Constitution rendant possible la déchéance de nationalité tous les binationaux créerait deux catégories de Français et viendrait contredire le principe d'égalité affirmé par l'article 1er de la Constitution « [La France] assure l'égalité devant la loi de tous les citoyens sans distinction d'origine, de race ou de religion. »
Pour la professeur agrégée de droit public Anne-Marie Le Pourhiet, la révision de la Constitution n'est pas nécessaire pour étendre les cas de déchéance de la nationalité car ses dispositions relèvent de la loi ordinaire et peuvent être décidées sans modifier la Constitution. De même, au moment de l'ouverture du débat sur la révision constitutionnelle à l'Assemblée nationale, l'ancien ministre de la Justice et président du Conseil constitutionnel Robert Badinter estime qu'une révision de la Constitution ne s'impose pas et qu'il suffirait au gouvernement de modifier par une loi ordinaire l'article 25 du Code civil en substituant celui « qui a acquis la qualité de Français » par la mention « tout Français » pour supprimer du texte la distinction entre Français de naissance et Français par acquisition de nationalité, puis de saisir le Conseil constitutionnel avant sa promulgation afin de vérifier la constitutionnalité de cette mesure au regard des engagements internationaux de la France.

#### Droit international public
Selon le professeur de droit constitutionnel Michel Lacombe, la France a, certes, signé la convention onusienne de 1961 relative à la réduction des cas d'apatridie et celle du Conseil de l'Europe de 1997, mais elle ne les a jamais ratifiées. Par conséquent, au regard du droit international public, elle n'est liée juridiquement par aucun de ces textes. Dans ces conditions, la France pourrait créer des apatrides si elle le souhaitait puisque aucun texte n'interdit l'apatridie en dehors de l'article 25 du Code civil.
Pour Marc Trévidic, ancien juge antiterroriste, les États étrangers intéressés pourraient, en parallèle, déchoir à leur tour de leur nationalité étrangère des binationaux français condamnés pour terrorisme, ce qui aboutirait à une situation inextricable (ni expulsable, ni binationalité). Et de conclure que l'exportation de terroristes est impossible en pratique.

#### Droit pénal
Selon l'avocat Erwan Le Morhedec, la réforme gouvernementale a pour corollaire deux modifications du droit pénal qui vont aboutir à l'effet inverse de celui affiché par le gouvernement :
- le ministre de l'Intérieur sera dépouillé de son pouvoir au profit du juge pénal ;
- l'application de l'article 25 du code civil sera restreinte dans la durée « pour les délits constituant des actes de terrorisme punis d'au moins 10 ans d'emprisonnement »[86].

Autrement dit, « il sera demain plus difficile de déchoir un terroriste de sa nationalité française qu'avant le 13 novembre ».